# Bactrocera hsui
Bactrocera hsui är en tvåvingeart som först beskrevs av Tseng, Chen och Chu 1992.  Bactrocera hsui ingår i släktet Bactrocera och familjen borrflugor.
Artens utbredningsområde är Taiwan. Inga underarter finns listade.